# Rough Romance
Pour plus de détails, voir Fiche technique et Distribution.
Rough Romance est un film américain réalisé par A.F. Erickson, sorti en 1930.

## Synopsis
Dans les forêts de l'Oregon, la lutte à mort entre Billy West, un jeune bûcheron, et Loup Latour, un desperado, sous les yeux de Marna Reynolds, une fille des bois...

## Fiche technique
- Titre original : Rough Romance
- Réalisation : A.F. Erickson
- Scénario : Elliott Lester, d'après la nouvelle The Girl Who Wasn't Wanted de Kenneth B. Clarke
- Photographie : Daniel B. Clark
- Son : Bernard Freericks
- Montage : Paul Weatherwax
- Musique : Peter Brunelli
- Société de production : Fox Film Corporation
- Société de distribution : Fox Film Corporation
- Pays d'origine :  États-Unis
- Langue originale : anglais
- Format : noir et blanc — 35 mm — 1,37:1 — son Mono ((Western Electric Sound System))
- Genre : Western
- Durée : 55 minutes
- Dates de sortie :
  - États-Unis : 14 juin 1930 (première à New York)

## Distribution
- George O'Brien : Billy West
- Helen Chandler : Marna Reynolds
- Antonio Moreno : Loup La Tour
- Roy Stewart : Shérif Milt Powers
- Harry Cording : Chick Carson
- David Hartford : "Dad" Reynolds
- Eddie Borden : Laramie
- Noel Francis : Flossie
- Frank Lanning : "Pop" Nichols
- Marion Morrison : un bûcheron (non crédité)

## Chansons du film
- "The Song of the Lumberjack", "Nobody Knows" et "She's Somebody's Baby" : paroles de George A. Little, musique de John Burke